# (541132) Leleākūhonua
(541132) Leleākūhonua (Provisionalmente 2015 TG387) es un cuerpo menor del sistema solar perteneciente a la nube de Oort, es decir, a la zona más lejana del sistema solar ubicada más allá de Neptuno y más allá del cinturón de Kuiper.

## Descubrimiento y nombre
Fue descubierto el 13 de octubre de 2015 gracias a observaciones desde el telescopio Subaru en Hawái y el telescopio Blanco del Observatorio de Cerro Tololo en Chile. Para confirmar el hallazgo y obtener datos de su órbita, se realizó un trabajo de observación por tres años hasta 2018, fecha en que anunció el hallazgo.   
El equipo investigador que realizó el hallazgo fue dirigido por los astrónomos estadounidenses Chad Trujillo y Scott Sheppard, en el marco de un programa que tiene por objetivo encontrar el, hasta ahora, hipotético Planeta Nueve y que incluye la búsqueda de objetos en la nube de Oort interior. Este objeto se suma a una larga lista de descubrimientos realizados por ambos, en colaboración por separado. Chad Trujillo destaca por haber participado en el descubrimiento de Eris, el planeta enano más masivo del sistema solar.    
El nombre con el que se conoce a este objeto corresponde a la designación provisional que se utiliza en el campo, para la cual se utiliza la fecha del descubrimiento. «2015» por el año, «T» por la primera quincena de octubre y «G387» indica el orden de descubrimiento dentro de la quincena. Dada la costumbre de los equipos investigadores de bautizar con nombres informales y a veces graciosos a los objetos con los que trabajan, este ha sido apodado The Goblin (El Duende) por las letras T y G, y porque el descubrimiento fue algunos días antes de la celebración anglosajona de Halloween cuya iconografía incluye duendes, fantasmas y demonios.
Su nombre definitivo le fue dado por Leleākūhonua, una forma de vida mencionada en el canto de creación hawaiano, el Kumulipo. El nombre compara la órbita con el vuelo de las aves migratorias y evoca el anhelo de estar cerca de la Tierra. Me he manu i ke ala pō`aiapuni lā, he pa`a mau nō ia i ka hui me kona pūnana i kumu mai ai.

## Características orbitales
2015 TG387 se caracteriza por un órbita muy alargada (de gran excentricidad). En su punto más cercano al Sol (su perihelio) está a 9800 millones de kilómetros (65 UA, es decir 65 veces la distancia Tierra-Sol), y el más lejano (afelio) a unos 345 000 millones de kilómetros (2300 UA). El tiempo que demora en recorrer su órbita (su periodo orbital) es de alrededor de 40 000 años.     
Es el segundo objeto transneptuniano con mayor distancia media al Sol después de 2014 FE72.

## Ubicación y clasificación
Por su ubicación, el objeto se clasifica como transneptuniano ya que está ubicado más allá de la órbita de Neptuno. También es un objeto separado, porque prácticamente está desconectado de la influencia gravitatoria de Neptuno y de otros planetas exteriores conocidos. 
El objeto está ubicado en la nube de Oort, una región del sistema solar predicha por los astrónomos Ernst Öpik y Jan Oort como el origen de los cometas de periodo largo. Aunque la región fue predicha a mediados del siglo XX, los primeros objetos fueron confirmados en el siglo XXI, siendo (90377) Sedna el más famoso. Hoy sabemos que la nube de Oort está ubicada más allá del cinturón de Kuiper, donde está Plutón y más allá incluso del disco disperso. En la nube de Oort se ha identificado una zona interior y más densa, llamada nube de Hills. Tanto Sedna como 2015 TG387 pertenecen a ella. Los cuerpos en la nube de Hills está hechos principalmente de agua, metano y amoníaco congelados.

Luego del descubrimiento de Sedna, fue descubierto otro objeto denominado provisionalmente 2012 VP113 con características orbitales similares a Sedna, inaugurando la categoría de sednoide, definida como el conjunto de objetos transneptunianos con un perihelio más grande de las 50 UA y un semieje mayor más grande de las 150 UA. Las características orbitales de 2015 TG387 le hacen ubicarse en esta categoría.

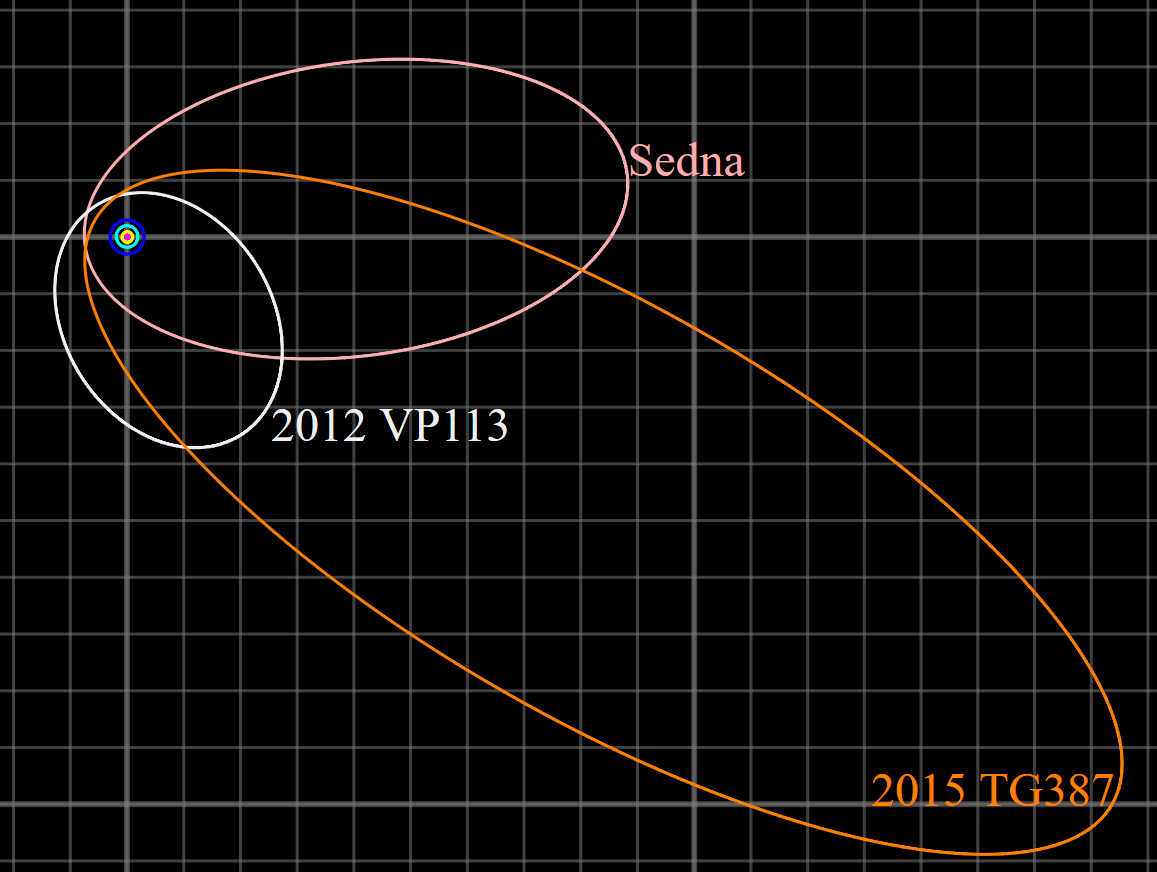
Órbitas de los tres sednoides conocidos a 2018. En azul, la órbita de Neptuno. La cuadrícula gris son cuadros de 100 x 100 unidades astronómicas.

## Relación con la hipótesis del Planeta nueve
Las órbitas de los sednoides no se pueden explicar por perturbaciones de los planetas exteriores, ni por la interacción con las mareas galácticas. Si se formaron en sus ubicaciones actuales, sus órbitas originalmente debieron ser circulares. Sus actuales órbitas elípticas pueden explicarse por varias hipótesis, siendo la de la existencia del Planeta nueve la que abonan sus descubridores. 
Se piensa que el responsable de modificar gravitacionalmente las órbitas de estos objetos haciendo que todos ellos compartan similares orientaciones orbitales es un planeta masivo más allá de Neptuno propuesto por Michael E. Brown y Konstantin Batygin que, al año 2019, no se ha confirmado.

## Características físicas
El objeto fue detectado a una distancia en 80 AU con una magnitud aparente de 24.  
Para estimar su diámetro, los autores adoptan un albedo moderado de 15 %, con lo que el objeto podría tener un diámetro de 300 km. 
Michael Brown estima que un cuerpo helado se relaja en equilibrio hidrostático en un diámetro en algún lugar entre 200 y 400 km. Como el equilibro hidrostático, que lleva a una forma aproximadamente esférica, es uno de los requisitos para ser planeta enano, el cuerpo está en límite para considerado un planeta enano potencial. De todos modos, es importante recordar que hasta 2018 la Unión Astronómica Internacional solo ha reconocido a cinco planetas enanos.

### En inglés
- Circular 2018-T05 del Centro de Planetas Menores del Observatorio Astrofísico Smithsoniano. Emitida el 1 de octubre de 2018.
- Registro N.º 3830896 en la Base de datos de pequeños cuerpos del Laboratorio de Propulsión a reacción (JPL). Fecha del resultado: 1 de octubre de 2018
- Scott S. Sheppard, Chadwick A. Trujillo, David J. Tholen, y Nathan Kaib. A New High Perihelion Inner Oort Cloud Object. (en inglés) Preimpresión del 2 de octubre de 2018 Enviado a la revista The Astrophisical Journal para su publicación.
- New extremely distant Solar System object found during hunt for Planet X (en inglés) 2 de octubre de 2018. Artículo del sitio Carnegie Science del Instituto Carnegie.
- Wall, Mike. Newfound Dwarf Planet 'The Goblin' May Lead to Mysterious Planet Nine (en inglés) 2 de octrubre de 2018. En el sitio Space.com.
- Plait, Phil. A newly discovered extremely distant icy world points to planet 9 2 de octubre de 2018. en el sitio Sy-Fy Wire.

### En español
- Marín, Daniel. El planeta enano Duende (2015 TG387) y la búsqueda del Planeta 9. Artículo del 3 de octubre de 2018. En el sitio Naukas.
- Della Paolera, Pablo. El Duende apoya la existencia de P9. 5 de octubre de 2018. Artículo en su blog personal.
- Alberto Aparici; Ignacio Crespo; Francis Villatoro; Carlos Westendorp; Héctor Socas. NOBELs; Exoluna; NASA y SETI; Duende y Planeta 9 Episodio 183, del 4 de octubre de 2018 del ciclo de podcast: Coffee Breack: Señal y Ruido. Minuto: 149:04.
- Parro, Laura. Nuevo planeta enano El Duende. emisión del 3 de octubre de 2018 en el canal de YouTube Viajando por planetas.
- Víctor Manchado, Daniel Marín, Carlos Pazos y Víctor R. Ruiz. Atenuación - Planeta enano «Goblin» · Exoluna Kepler 1625b I · Cómo medir distancias astronómicas Emisión N.º 63. del 10 de octrubre de 2018 del ciclo de podscat Radio SkyLab. Minuto: 36:17
- Bartra, Aldo. Un objeto lejano recién descubierto en nuestro sistema solar podría ayudarnos a descubrir el misterioso planeta nueve. Archivado el 7 de octubre de 2018 en Wayback Machine. 5 de octubre de 2018 en el sitio Robotitus.
- Se descubre un duende escondido en el espacio. emisión del 9 de octubre de 2018 en el canal de YouTube Astrofísicos en Acción.
- Viciosa, Mario. La teoría del noveno planeta revive tras un hallazgo más allá de Plutón Artículo del 2 de octubre de 2018 en el sitio web El Independiente

- Datos: Q56855015
- Multimedia: 2015 TG387 / Q56855015